# Michael Romahn
Michael Romahn (* 28. März 1959 in Stade) ist ein deutscher Schriftsteller.

## Leben
Romahn machte an der Axel Andersson Akademie, Schule des Schreibens in Hamburg, einen zweijährigen Fernlehrgang in Belletristik. Im Sommer 1999 stellte er sein erstes Romanmanuskript fertig, das er unter dem Titel Am Ufer der großen Seen zum Großen Romanpreis beim Club Bertelsmann einreichte. Das Buch wurde 2001 zunächst ausschließlich über den Club Bertelsmann veröffentlicht, später erschien es beim Knaur Verlag als Taschenbuchausgabe.
Romahn veröffentlichte daraufhin weitere belletristische Werke, insbesondere Romane und Kurzgeschichten. Er lebt in Harsefeld und arbeitet als technischer Redakteur. Er ist verheiratet und hat eine Tochter.

## Veröffentlichungen

### Romane
- Am Ufer der Großen Seen. Knaur-Taschenbuchverlag, 2002, ISBN 3-426-62191-6.
- Entscheidung in den Bayous. C. M. Brendle Verlag, 2009, ISBN 978-3-9812497-1-2.
- Rückkehr nach Campbell River. Knaur-Taschenbuchverlag, 2004, ISBN 3-426-62571-7.
- Tod im Auetal. MCE-Verlag, 2012, ISBN 978-3-938097-28-1.
- Die Tote im Klosterpark. MCE-Verlag, 2014, ISBN 978-3-938097-31-1.
- Mörderische Geest. MCE-Verlag, 2016, ISBN 978-3-938097-38-0.

### Kurzgeschichten
- Ein neuer Anfang am Ende der Zeit. In: Abenteuer in Alaska. Traveldiary Verlag, Hamburg 2003, ISBN 3-9807655-6-3.
- Auf den Schwingen des Adlers. In: Moral. VirPriV-Verl., Bad Oeynhausen 2001, ISBN 3-935327-17-X.
- Engel im Schnee. In: Unverhofft streift uns das Glück. Heyne, München 2001, ISBN 3-453-19621-X.
- Zehnmal zehntausend Jahre In: Fröhliche Weihnacht. Geest-Verl., Ahlhorn 2001, ISBN 3-934852-84-X.
- Zwischen Himmel und Hölle. In: Sterbehilfe. Neuling, Rodenbach b. Hanau 2002, ISBN 3-936526-04-4.
- Das unheimliche Gesicht, Der leise Abgang und Die unheimliche Schöne. In: Die Axt im Haus. Bookspot-Verl., München 2003, ISBN 3-9808109-9-2.